# Härjanurme
Härjanurme är en ort i Estland. Den ligger i Puurmani kommun och landskapet Jõgevamaa, i den centrala delen av landet, 120 km sydost om huvudstaden Tallinn. Härjanurme ligger 71 meter över havet och antalet invånare är 114.
Terrängen runt Härjanurme är platt. Runt Härjanurme är det mycket glesbefolkat, med 6 invånare per kvadratkilometer. Närmaste större samhälle är Jõgeva, 6,0 km nordost om Härjanurme. I omgivningarna runt Härjanurme växer i huvudsak blandskog.